# Namibian Police Force

Neue Polizeiflagge Namibias seit 2009

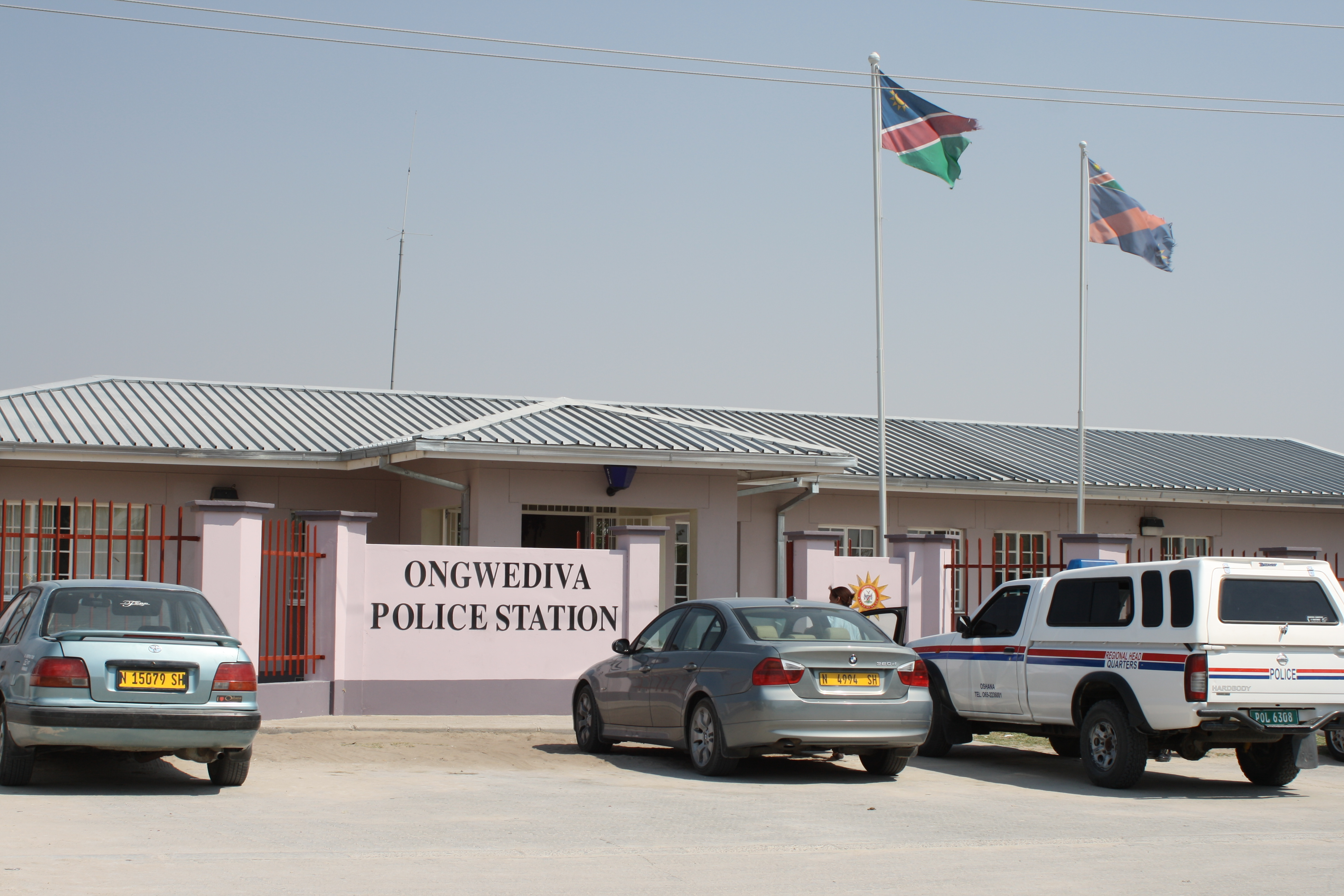
Polizeistation in Ongwediva

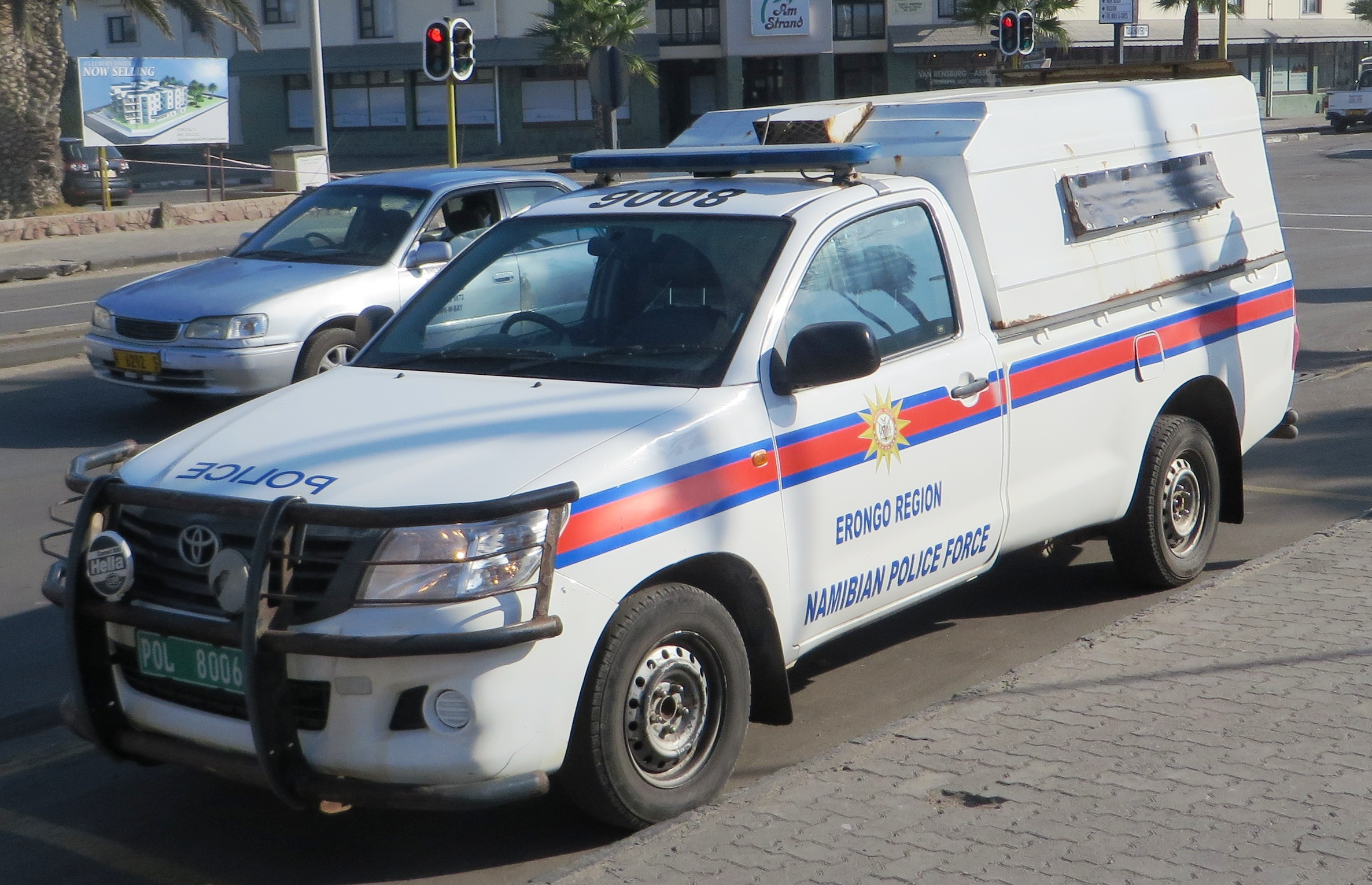
Polizeieinsatzfahrzeug von Nampol

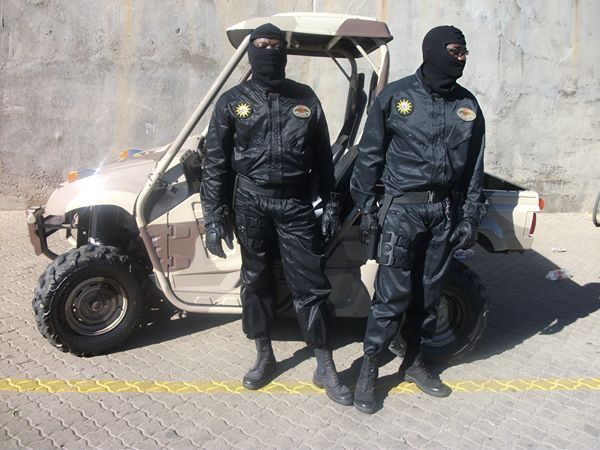
Anti-Terror-Sondereinsatzkräfte von NAMPOL

Die Namibian Police Force (meist kurz nur Nampol oder NamPol oder NAMPOL) ist die Polizei von Namibia und somit eine exekutive Gewalt und für die Öffentliche Sicherheit und Ordnung in Namibia zuständig.

## Geschichte
Die reichsdeutsche „Kaiserliche Schutztruppe“ von 1884 war die erste ausführende Gewalt in Namibia auf einer staatlichen Ebene. Die erste tatsächliche Polizei in Namibia war die am 1. März 1905 gegründete „Kaiserliche Landespolizei für Deutsch-Südwestafrika“.
Im Jahre 1907 bestand die Landespolizei aus 400 Angestellten und wurde sukzessive auch mit Motor-Kraftfahrzeugen ausgestattet. Pferde und Kamele blieben jedoch noch für einige Jahre das gebräuchlichste Transportmittel. Erst nach dem Zweiten Weltkrieg wurden die letzten Kamele aus dem Dienst genommen.
Die Befehlsherrschaft der „Landespolizei“ endete mit der Invasion Südafrikas während des Ersten Weltkrieges, worauf sie von der Struktur der südafrikanischen „Mounted Riflemen“ übernommen wurde.
Im Februar 1916 übernahm diese ihre Aufgaben als neue militärische Polizeigewalt mit einer Personalstärke von 1.100 Angestellten (einschließlich 52 Offizieren). Es wurde auch ein Ausbildungs-Zentrum mit 16 Ausbildern eingerichtet. Im Dezember 1919 und 1939 wurden diese Einheiten stärker in die Polizei Südafrikas integriert. von 1920 bis 1990 war diese als Südwestafrikanische Polizei (SWAPOL) bekannt.
Mit der Unabhängigkeit Namibias am 21. März 1990 erhielt die Polizei ihren heutigen Namen als „Namibian Police Force“.

## Struktur und Tätigkeiten
Die Nampol wird von einem Generalinspekteur, derzeit (seit September 2022) Generalmajor Joseph Shimweelao Shikongo geleitet. Er wird von den zwei stellvertretenden Generalinspektoren Generalmajor V. H. Hifindaka (zuständig für Operationen) und Generalmajor J. B. Tjivikua (Verwaltung) unterstützt.

### Allgemeine Struktur
Die Polizei operiert landesweit insgesamt von mehr als 70 Polizeistationen und weiteren mobilen Einrichtungen. Die Ausbildung der Polizisten findet im Israel Patrick Iyambo Police College statt.

#### Generalinspektor
Dem Generalinspektor sind direkt fünf Bereiche unterstellt, wovon die Reserve und Flugstaffel (NamPol Air Wing) die wichtigsten sind. Ihm unterstellt sind zudem die stellvertretenden Generalsinspektoren sowie für jede der 14 Regionen von Namibia jeweils ein Regionalpolizeikommandeur.

#### Verwaltung
Zum Bereich „Verwaltung“ gehören die folgenden Direktorate und Divisionen:
- Mitarbeiter (Direktorat)
- Interne Ermittlungen (Direktorat)
- Gesetzliche Grundlagen und Planung
- Finanzen (Direktorat)
- Öffentlichkeitsarbeit (Division)
- Wohlfahrt (Direktorat)
- Beschaffung und Logistik (Direktorat)

#### Operationen
Zum Bereich „Operationen“ gehören die folgenden Direktorate und Divisionen:
- Interpol
- Spezialeinheiten (Direktorat)
- Nationales Forensisch-Wissenschaftliches Institut (Direktorat)
- Sprengstoffkontrolle (Division)
- VIP-Bewachung (Direktorat)
- Strafrechtliche Ermittlungen (Direktorat)
- Kommunikation (Division)
- Verkehrssicherheit (Division)

#### Regionen
Insgesamt verfügt Nampol über 74 Polizeiwachen in allen 14 Regionen des Landes.

### Einheiten
Nampol gliedert sich in verschiedene Einheiten für die unterschiedlichen Aufgabenbereiche der Polizei.
- Crime Information Unit (CIU) mit Sitz in Windhoek und eigenem Kommandeur
- Commercial Crime Investigation Unit mit Sitz in Windhoek und eigenem Kommandeur
- Drug Law Enforcement Unit mit Sitz in Windhoek, Walvis Bay, Grootfontein, Keetmanshoop, Katima Mulilo; Teil des Bereiches „Operationen: Strafrechtliche Ermittlungen“
- International Police, National Central Bureau mit Sitz in Windhoek; Teil des Bereiches „Operationen: Strafrechtliche Ermittlungen“
- Motor Vehicle Theft Investigation Unit mit Sitz in Windhoek; Teil des Bereiches „Operationen: Strafrechtliche Ermittlungen“
- Namibian Police Criminal Record Centre (NPCRC) mit Sitz in Windhoek; Teil des Bereiches „Operationen: Strafrechtliche Ermittlungen“
- National Forensic Science Institute mit Sitz in Windhoek
- Protected Resources Unit mit Sitz in Windhoek, Tsumeb, Lüderitz, Oranjemund, Swakopmund, Karasburg, Katima Mulilo und einem eigenen Kommandeur
- Scenes of Crimes Unit mit Sitz in den Regionalhauptstädten; Teil des Bereiches „Regionen“
- Serious Crime Investigation Unit mit Sitz in Windhoek und eigenem Kommandeur
- Women and Child Protection Unit mit Sitz in Windhoek, Oshakati, Keetmanshoop, Walvis Bay, Lüderitz, Mariental, Opuwo; Teil des Bereiches „Regionen“
- Tourist Protection Unit (TPU) mit Sitz in Windhoek und eigenem Kommandeur; besteht seit 17. November 2009[2]

## Außerordentliche Aktivitäten
Zahlreiche Angestellte von Nampol sind aktiv in verschiedenen, Nampol-eigenen Sportvereinen (darunter Khomas Nampol), unter anderem in den Bereichen Fußball, Volleyball und Hockey aktiv.